# Scoparia scintillulalis
Scoparia scintillulalis là một loài bướm đêm trong họ Crambidae.